# Alexander Allerson
Alexander Allerson (né le 19 mai 1930 à Osterode) est un acteur allemand.

## Biographie
Après son abitur, Allerson étudie pendant quatre semestres le théâtre puis prend des cours d'interprétation. De 1954 à 1962, il obtient des engagements, comme au Wuppertaler Bühnen (de) et au Théâtre de Düsseldorf. Il devient ensuite indépendant et participe à des tournées. Il est après au Theater am Dom à Cologne. Il incarne les grands rôles classiques du théâtre allemand.
Par ailleurs, il est acteur pour le cinéma et la télévision en Allemagne et à l'international. Il a généralement des rôles de méchant.
Allerson vit à Munich.

## Filmographie

### Cinéma
- 1962 : Barras heute (de)
- 1963 : Je le veux vivant (de)
- 1964 : Deux jours à vivre (de)
- 1966 : Razzia au F.B.I. (Um Null Uhr schnappt die Falle zu) de Harald Philipp : Husky
- 1966 : The Alley Cats
- 1966 : OSS contre Gestapo (en)
- 1966 : Du rififi à Paname de Denys de La Patellière : role indéterminé
- 1967 : Les Diamants d'Anvers (Der Tod eines Doppelgängers) de Rolf Thiele : Joe
- 1968 : Gib mir Liebe (de)
- 1968 : Der nächste Herr, dieselbe Dame (de)
- 1968 : Die Ente klingelt um ½ 8 (de)
- 1968 : Services spéciaux, division K (Assignment K) de Val Guest : rôle non crédité
- 1968 : Avec Django, la mort est là (Joko - Invoca Dio... e muori) de Antonio Margheriti : un citadin
- 1969 : La Bataille d'Angleterre (Battle of Britain) de Guy Hamilton : Major Brandt
- 1969 : Champagner für Zimmer 17
- 1969 : Willst du ewig Jungfrau bleiben?
- 1970 : Die Jungfrauen von Bumshausen
- 1970 : L'Évasion du capitaine Schlütter (The McKenzie Break) de Lamont Johnson : le lieutenant Wolff
- 1971 : Das ehrliche Interview
- 1971 : Rapport sur la vie sexuelle de la ménagère (Hausfrauen-Report) de Eberhard Schröder : le directeur de l'Institut
- 1972 : Hausfrauen-Report 3
- 1972 : Versuchung im Sommerwind
- 1972 : Abattoir 5 (Slaughterhouse-Five) de George Roy Hill
- 1972 : Ludwig : Le Crépuscule des dieux (Ludwig) de Luchino Visconti : le secrétaire d'état
- 1972 : Maintenant, on l'appelle Plata (...più forte ragazzi!) de Giuseppe Colizzi : le frère de Salud
- 1972 : La Pluie noire (Und der Regen verwischt jede Spur) de Alfred Vohrer : L'ami d'Irene
- 1973 : Neuf à la file (de)
- 1973 : Who? (de)
- 1973 : Mon nom est Personne (Il mio nome è Nessuno) de Tonino Valerii : Rex
- 1973 : Gretchen sans uniforme (Eine Armee Gretchen) de Erwin C. Dietrich : Colonel Stett
- 1974 : Sabine
- 1974 : Le Dossier Odessa  (The Odessa File) de Ronald Neame : Dr. Ratinger (non crédité)
- 1975 : Die Brücke von Zupanja
- 1975 : Le Décolleté dans le dos
- 1975 : Der Geheimnisträger (de)
- 1976 : Le Rôti de Satan (Satansbraten) de Rainer Werner Fassbinder : l'éditeur
- 1976 : Le Pain du boulanger (de)
- 1976 : L'Ombre des anges (Schatten der Engel) de Daniel Schmid : Hans von Gluck
- 1976 : Roulette chinoise (Chinesisches Roulette) de Rainer Werner Fassbinder : Gerhard Christ
- 1977 : Teufelscamp der verlorenen Frauen
- 1978 : Despair (Despair - eine Reise ins Licht) de Rainer Werner Fassbinder : Mayer
- 1978 : Entre les rails
- 1979 : Kesse Teens und irre Typen
- 1979 : Spanische Oliven
- 1981 : Lili Marleen de Rainer Werner Fassbinder : Goedecke
- 1983 : Martin Luther (de)
- 1985 : Chico Rei (pt)
- 1986 : Kunyonga – Mord in Afrika (de)

### Télévision
Téléfilms
- 1965 : Verhör am Nachmittag
- 1968: Der Mann, der keinen Mord beging (de)
- 1976 : Je veux seulement que vous m'aimiez (Ich will doch nur, daß ihr mich liebt) de Rainer Werner Fassbinder : le père
- 1978: L'Or des Incas
- 1984: Kerbels Flucht
- 1997: Sexy Lissy

Séries télévisées
- 1963 : Das Kriminalmuseum: Fünf Fotos
- 1964: Hafenpolizei (de): St. Pauli ohne Maske
- 1965: Das Kriminalmuseum: Das Feuerzeug
- 1967: Das Kriminalmuseum: Die Zündschnur
- 1972: Tatort: Kressin und die Frau des Malers
- 1980: Tatort: Spiel mit Karten
- 1982: Les Pawlaks
- 1985: Harimu Ogen (de)
- 1997: Solo für Sudmann (de) (2 épisodes)

### Films d'animation
- 1994 : Astérix et les Indiens : un sénateur (doublage allemand, non crédité)